# Burg Čabraď
Die Burg Čabraď (slowakisch hrad Čabraď, ungarisch Csábrág, in mittelalterlichen Quellen Litava, Litva oder ähnlich) ist die Ruine einer Höhenburg unweit der Gemeinde Čabradský Vrbovok im Okres Krupina in der südlichen Mittelslowakei, südlich der Stadt Krupina. Die Burg befindet sich in der Hochebene Krupinská planina und ist von einem Mäander des Flusses Litava umrandet.

## Geschichte

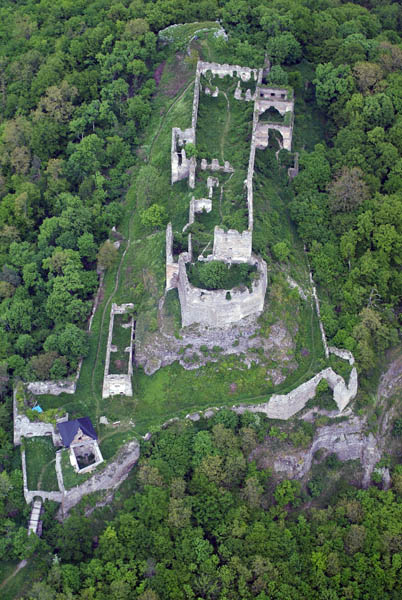
Luftbild der Burg, Blick Richtung Norden

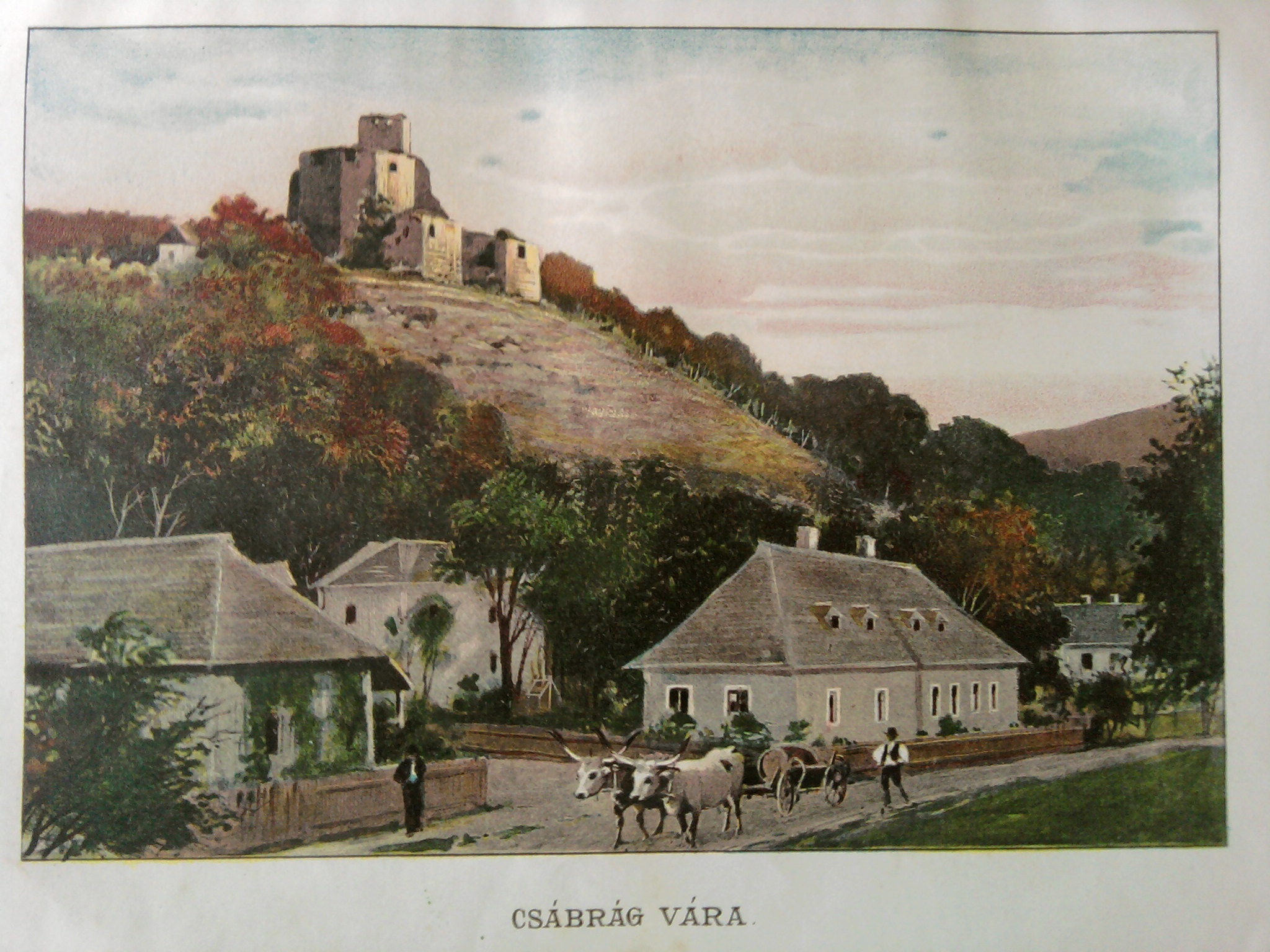
Ansicht auf die Burg, 1906

Die Anfänge sind mit der noch älteren Burg Litava (zweieinhalb Kilometer nach Südosten) verbunden. Diese wurde zum ersten Mal 1276 erwähnt und verfiel nach 1318 wegen Kämpfe gegen den Oligarchen Matthäus Csák. Als Nachfolger entstand die Burg an der heutigen Stelle, die sowohl das Herrschaftsgebiet der alten Burg als auch deren Namen übernahm. Sie schützte einen alten Weg von Šahy über die Burg nach Bzovík, Krupina und weiter in die heute mittelslowakischen Bergstädte. Zur Entstehungszeit war die Burg königliches Gut, wechselte aber insbesondere während der frühen Regierungszeit von Sigismund von Luxemburg oft ihre Besitzer, war aber nach 1394 Besitz des Geschlechts Kakas. Sie wurde dann in die ungarischen Machtkämpfe verwickelt und war zeitweise durch Johann Giskras Truppen besetzt, im Spätjahr 1461 wurde sie durch Matthias Corvinus’ Heer belagert. Nach dem darauffolgenden Umbau setzte sich die heutige Namensform immer mehr durch (1469 castellum Chabrad). Danach wurde sie Besitz des aus Bosnien stammenden Geschlechts Horváth.
1511 verkaufte der damalige Besitzer Urban Fánchy die Burg mit dem Herrschaftsgebiet für 1000 Gulden an Tamás Bakócz, den damaligen Erzbischof von Gran (Esztergom). Nach Tamás' Tod im Jahr 1521 wurde sie Besitz des Geschlechts Erdődy und später Pálffy. 1547 eroberte Räuberritter Menyhért Balassa die Burg, bei einer Belagerung im Jahr 1549 durch ein kaiserliches Heer unter Nicolas Salm erlitt sie schwere Schäden. Zu dieser Zeit umfasste das Herrschaftsgebiet 34 Güter in den Gespanschaften Hont, Bars und Gran. Sie waren aber teilweise durch das Osmanische Reich besetzt, somit ließen die Pálffys die Burg sanieren und unter dem namhaften Beitrag des italienischen Baumeisters Francesco do Pozzo die Wehranlage verstärken. Auch dank dieser Arbeiten konnten die osmanischen Truppen die Burg bei wiederholten Versuchen nicht für sich einnehmen, doch die Burgherren standen bis zum späten 17. Jahrhundert in einem Konflikt mit den Osmanen.
1582 wurde Stephan I. Illésházy nach der Heirat mit Katharina Pálffy, Witwe des verstorbenen Kastellans Johann Krusics, neuer Gutsherr. Zu einer dauerhaften Änderung kam es im Jahr 1622, als das Geschlecht Koháry mit Zustimmung von Ferdinand II. die Burg erwarb. Die Osmanen konnten die Burg zwar nicht erobern, wohl aber die an ungarischen Standesaufständen beteiligten Truppen. Erst nach der Niederschlagung des Rákóczi-Aufstandes im Jahr 1709 in dieser Gegend konnten die Kohárys zurückkehren.
In der Folgezeit büßte die Rolle der Burg immer mehr ein, zum einen weil der alte Weg durch das Litavatal an der Bedeutung verlor, andererseits bauten sich die Kohárys ab 1744 ein neues repräsentatives Schloss im Ort Svätý Anton. Dorthin wurden schrittweise alle wertvollen Gegenstände transportiert und die alte Burg diente fortan nur als Sommerfrische. 1812 ließ Franz Josef Koháry sie verbrennen. Mit Franz’ Tod im Jahr 1826 erlosch das Geschlecht Koháry in der männlichen Linie und über die Heirat der einzigen Erbin Maria Antonie Gabriele von Koháry wurde die Burg mit dem Herrschaftsgebiet Besitz von Herzog Ferdinand von Sachsen-Coburg-Gotha. Auch nachdem die Burg nicht mehr gewartet wurde, bestanden das Herrschaftsgebiet sowie die kleine Siedlung unter der Burg weiter fort, wovon ein Urbar aus dem Jahr 1830 zeugt, des Weiteren stand nahe dem Eingangstor bis zum späten 19. Jahrhundert ein Kornspeicher.
Den größten Teil des 20. Jahrhunderts stand die Burg verlassen und durch die Vegetation überwuchert. 1967 wurde der Burghügel mit der Umgebung zum Nationalen Naturreservat Čabraď ausgerufen. Gegenstand des Schutzes ist vor allem eine hohe Varietät von Kriechtierarten. Nachdem die ersten Konservierungen in den 1990er Jahren durchgeführt wurden, entstand 2000 der Verein Rondel, der die übrig gebliebenen Teile der Burganlage schrittweise konserviert.

## Bau
Den Kern der Burg Čabraď bildete die obere Burg mit einem Wohnturm, einem großen Burghof mit drei Palasbauten und Wirtschaftsgebäuden. Der Eingang zur oberen Burg befand sich an der Nordseite in einem dreistöckigen Tor, das wahrscheinlich mit einer Zugbrücke ausgestattet war. An der Westseite gab es Bastionen und kleinere Basteien, die zur äußeren Umfassungsmauer gehörten, an der Ostseite stand ein Wohngebäude. An der südwestlichen Seite steht eine weitere Bastei mit einem Tor, unweit davon befinden sich an der Südseite das Eingangstor und der Turm, dazu ein vorgezogenes Tor mit zwei Schießscharten und einer weiteren Zugbrücke.

## Zugang
Die Burgruine ist heute frei zu besichtigen. Der leichteste Zugang ist von einem Parkplatz in der Siedlung Konské der Gemeinde Čabradský Vrbovok über Feld- und Wanderwege. Alternativ kann sie über den Abzweig Cerina an der Cesta I. triedy 75 zwischen Plášťovce und Veľký Krtíš erreicht werden.